# Didem Moralıoğlu
Didem Moralıoğlu (Istanbul, 1971) és una periodista i escriptora turca especialitzada en publicitat, autora de llibres d'autoajuda i estratègia de marques i que escriu pel diari Milliyet. Com a estratega de marques, va ser una de les persones que defensen el concepte "Turkish", en lloc de "Turkey" per a donar a conèixer a Turquia, utilitzant conceptes coneguts com a "Turkish delight, Turkish coffee i Turkish hamam", afegint tot amb la marca "Turkish Airlines". El seu primer llibre, Ben Marka Olsam (Si jo fos una marca comercial) és sobre la publicitat i va ser publicat l'any 2014. La seva novel·la d'amor, Seni Yine Severdim (Encara t’estimaria) surt l'any 2015. El seu llibre Kafdağı'nın Pusulası (La brúixola de la Muntanya Kafkuh, 2017) és de psicologia (autoajuda), igual que Düşüncen Değişirse Kaderin Değişir (Si es canvia el teu pensament, es canvia el teu destí) de 2019.